# Phaeobalia lyneborgi
Phaeobalia lyneborgi is een vliegensoort uit de familie van de dansvliegen (Empididae). De wetenschappelijke naam van de soort is voor het eerst geldig gepubliceerd in 1973 door Vaillant & Chvala.